# Неосаланкс Ригана
Неосаланкс Ригана (лат. Neosalanx reganius) — вид лучепёрых рыб семейства саланксовых (Salangidae). Эндемик Японии. Известен только в двух реках региона Кюсю.
Максимальная длина тела 70 мм, продолжительность жизни — около года.
Вид относительно редок в своём ограниченном ареале, согласно МСОП, имеет статус вымирающего вида.
Неосаланкс Ригана — эстуарный вид, как правило, встречается в мутных слабосолёных или пресных водах. Планктоноядный вид. Относительно размеров тела вид достаточно плодовит (347—1071 икринок на самку). Масса яичников икряной самки в среднем составляет до 44 % от её массы.